# Melody Maker
Melody Maker (ofte forkortet MM), er et tidligere ugentligt britisk musikmagasin, der ifølge udgiveren IPC Media var verdens ældste ugentlige musikavis. Melody Maker blev udgivet førte gang i 1926 og indeholdt dengang artikler med hjælpsomme råd til musikere og havde danseorkestre som målgruppe. Magasinets orientering blev ændret med tiden og musikens udvikling. I 1970'erne skrev Melody Maker hovedsagelig om ny rock og anden moderne musik, og opnåede omkring 300.000 ugentlige læsere. I løbet af 1980'erne kunne magasinet dog konstatere lavere salg og tabte markedsandele til nystartede musikmagasiner som Q (magasin) og Kerrang! samt til det allerede etablerde og rivaliserende tidsskrift New Musical Express (NME). I december 2000 blev Melody Maker nedlagt og slået sammen med NME.

## Avertering gennem Melody Maker
Flere bands har fundet medlemmer gennem annoncering i Melody Maker:
- Rick Davies grundlagde Supertramp i 1969 med medlemmer fundet gennem MM.[2]
- Originalbesætningen bag Camel fandt keyboardspilleren Peter Bardens i 1971.[3]
- Deep Purple fandt den dengang ukendte David Coverdale i 1973.[4]
- Vince Clarke fra Erasure fandt Andy Bell i 1985.[5]
- Originalbæsetningen i Suede rekrutterede guitaristen Bernard Butler i 1989.[6]